# فترة رييوا
فترة رييوا (باليابانية: 令和時代) هي الفترة التاريخية الحالية في اليابان. بدأت فترة رييوا في 1 أيار/مايو، 2019. وهو يوم تولي ابن أكيهيتو الأكبر ناروهيتو الحكم وليصبح الإمبراطور الـ126.

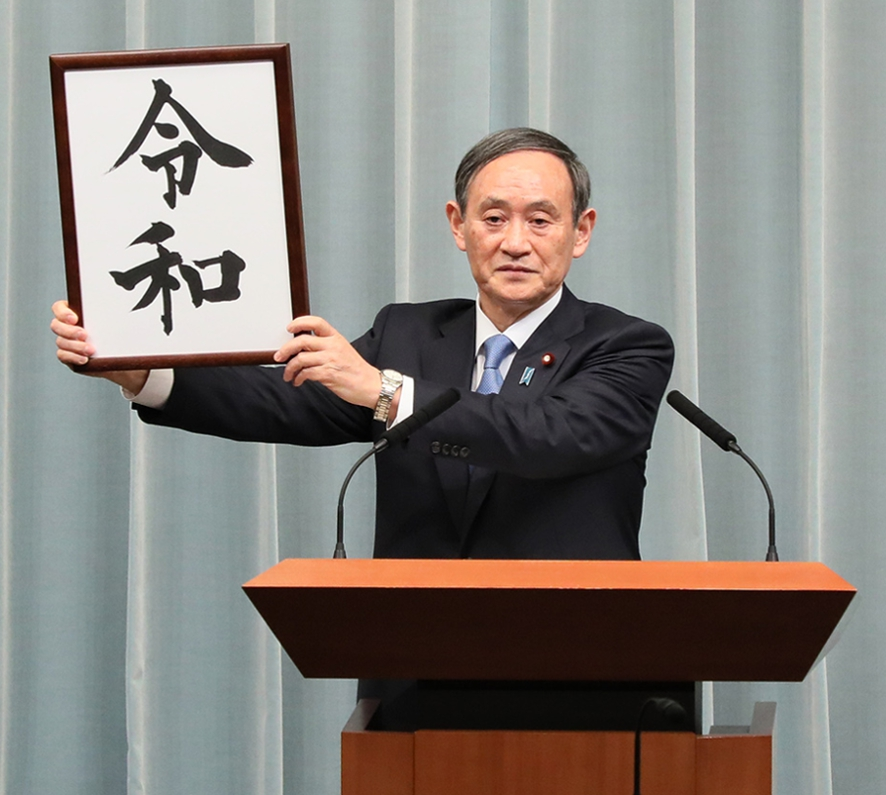
أمين مجلس الوزراء الياباني يعلن عن اسم العهد الامبراطوري الجديد «رييوا» في مؤتمر صحفي.